# Honda S500
O S500 foi lançado em 1963, tratando-se do primeiro carro produzido pela Honda. Poucos meses depois, a Honda lançou a carrinha T360. Como o S360, o S500 usou um motor de alta tecnologia desenvolvido a partir da experiência da motocicleta Honda. Era um dual overhead cam straight-4 com quatro carburadores Keihin e um redline de 9500 rpm. Originalmente planejado para substituir 492 cc, a versão de produção foi de 531 cc e produziu 44 hp a 8000.